# Руднев, Пётр Александрович
Пётр Александрович Ру́днев (1925—1996) — советский и российский учёный-филолог, литературовед, стиховед.

## Биография
В 1942—1945 — участник Великой Отечественной войны, сержант. После демобилизации поступил на отделение классической филологии Московского государственного педагогического института, которое окончил в 1950 году; среди учителей Руднева был А. Ф. Лосев. На старших курсах вместе с Виктором Камяновым защищал Алексея Фёдоровича от нападок, А. А. Тахо-Годи пишет о них, как о «ярых сторонниках» опального профессора.
Преподавал литературу в средней школе № 8 города Коломна.
В 1958—1968 годах — доцент кафедры литературы Коломенского педагогического института. Одновременно с 1966 годах участвовал в работе стиховедческой группы Института мировой литературы им. А. М. Горького. Подготовил диссертацию «О стихе Блока (Полиметрические композиции. Метр и смысл)», защита которой провалилась в 1968 г.: учёный совет при МГПИ им. Ленина признал работу формалистической.
Вслед за этим по приглашению Ю. М. Лотмана перешёл на работу в Тартуский университет, где продолжил занятия стиховедением вообще и изучение стиха Александра Блока в частности, защитив год спустя диссертацию кандидата филологических наук «Метрика А. Блока». К тартускому периоду относятся важнейшие работы Руднева — в частности, статьи «Из истории метрического репертуара русских поэтов XIX — начала XX века (Пушкин, Лермонтов, Некрасов, Фет, Блок, Брюсов)» (в сборнике «Теория стиха», 1968), «О стихе драмы Блока „Роза и крест“» (в Учёных записках Тартуского университета, 1970), «Из наблюдений над стихами А. Блока» (в журнале «Slavonic Poetics», 1973). В Тарту у Руднева учились, в частности, Михаил Лотман и Сергей Шахвердов.

именно в эти годы… с наибольшей полнотой раскрылись творческий дар ученого и его совершенно исключительные педагогические способности— Е. М. Мелетинский
В 1972 году Руднев по личным причинам переехал в Стерлитамак.
С 1973 года в Петрозаводске, где до конца жизни преподавал в Карельском государственном педагогическом институте, читал лекции также в Петрозаводском государственном университете.

Его лекции отличались основательностью, глубиной осмысления материала, очень своеобразным, чисто «рудневским» артистизмом.— из некролога Петрозаводского университета
В 1986 вышел сборник стихотворений Афанасия Фета с предисловием Руднева, в 1989 в Тарту был опубликован учебник Руднева «Введение в науку о русском стихе».

## Семья
- Жена — Лидия, стиховед[1].
  - Сын — Вадим Руднев.
  - Сын — Александр Руднев.

## Избранные труды
Автор более 70 научных работ по теории и стилистике стиха.
- Руднев П. А. Введение в науку о русском стихе: [Учеб. пособие по спец. «Рус. яз. и лит.»]. — Тарту: ТГУ, 1989. — 120 с. — 500 экз.
- Руднев П. А. Метрика Александра Блока: Автореф. дис. … канд. филол. наук. — Тарту, 1969. — 25 с.
- Руднев П. А. О стихе Александра Блока (Полиметрические композиции. Метр и смысл): Автореф. дис. … канд. филол. наук. — М., 1968. — 16 с.
- «Горнунг почувствовал во мне будущего марриста!» Из «Записок эгоцентрика» стиховеда Петра Руднева Горький Медиа

## Память
Вадим Руднев посвятил памяти своего отца один из наиболее известных своих трудов:
Руднев В. П. Словарь культуры XX века: Ключевые понятия и тексты. — М.: Аграф, 1999. — 381 с. — 5000 экз. — ISBN 5-7784-0034-9.
В 1999 опубликован сборник статей памяти П. А. Руднева:
Studia metrica et poetica. — СПб.: Академический проект, 1999.